# علي أباد بهمن جان
علي أباد بهمن جان (بالفارسية: علی‌آباد بهمن جان) هي قرية تقع في قسم رادكان الريفي (مقاطعة تشناران) في إيران. يقدر عدد سكانها بـ 128 نسمة .